# Antonin Koutouan
Antonin Koutouan Nantcho, detto Tony (Abidjan, 15 novembre 1983), è un ex calciatore ivoriano, di ruolo attaccante.

## Carriera

### Nazionale
Ha partecipato ai Mondiali Under-20 del 2003.
Nel 2001 ha giocato 2 partite con la nazionale maggiore ivoriana.

## Palmarès

### Club

#### Competizioni nazionali
- UAE Federation Cup: 1

Al-Jazira: 2007
- Etisalat Emirates Cup: 1

Al-Jazira: 2009-2010

#### Competizioni internazionali
- Coppa dei Campioni del Golfo: 1

Al-Jazira: 2007